# Nagy Erzsébet (tankönyvíró)
Nagy Erzsébet szül. Kozma (Gelence, 1938. augusztus 7. – Magyardellő, 1993. augusztus 4.) erdélyi magyar óvó- és tanítónő, tankönyvíró.

## Életútja
A kézdivásárhelyi Tanítóképző elvégzése (1955) után pedagógusi pályáját Petőfalván kezdte (1955–56), a sepsiszentgyörgyi 1. számú óvodában (1956–58), a középajtai Általános Iskolában (1958–60), majd újra Sepsiszentgyörgyön a 3-as (1960–69), illetve Marosvásárhelyen az 5-ös napköziben és a 19-es óvodában folytatta nyugalomba vonulásáig (1982). A Tanügyi Újság, Vörös Zászló, 1990 után a Közoktatás munkatársa.
Társszerzőként szerkesztett óvónői kézikönyve az 1979-ben érvénybe léptetett óvodai tanterv szellemében vállalkozott a legeredményesebb módszerek népszerűsítésére saját tapasztalatai alapján.

## Kötete
- Óvónők kézikönyve (Péter Annával, Udvarhelyi Mihály előszavával, Porzsolt Borbála illusztrációival, 1981).